# Bai jin nu wang
Bai jin nu wang (拜金女王S), noto anche con il titolo Material Queen, è una serie televisiva taiwanese del 2011.

## Trama
Lin Chu Man è una modella interessata solo al denaro, arrivista ed egoista; una serie di eventi sfortunati e la conoscenza di Cai Jia Hao, ragazzo povero ma di buon cuore, la fanno ricredere su quelli che per molto tempo aveva considerato i valori della sua vita.